# Aria (instruments de musique)
Pour les articles homonymes, voir Aria (homonymie).

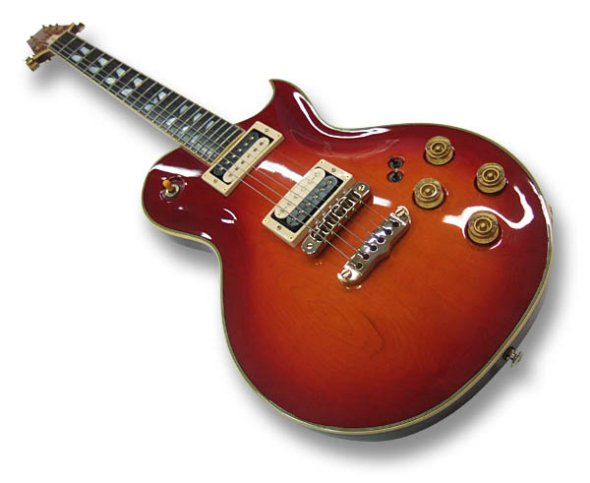
Guitare Aria Pro II, PE-R100.

Aria & Co., Inc. est une société japonaise de création, fabrication et commercialisation d'instruments de musique, principalement de guitares et de guitares basses, fondée en 1956 à Nagoya par Shiro Arai (*1930). Le nom de la société fait référence au genre musical chanté Aria tout en étant une anagramme du nom de famille du fondateur.
La marque Aria Pro II a été créée en 1975 à partir de l'atelier Custom Shop d'Aria et désignait à l'époque les modèles haut-de-gamme destinés principalement aux musiciens professionnels. Après avoir disparu à la fin des années 1990, cette marque est de nouveau utilisée aujourd'hui pour quelques modèles et séries.
Parmi les musiciens célèbres ayant joué sur des guitares Aria Pro II, on peut citer Jean-Jacques Goldman ou encore le bassiste Cliff Burton du groupe Metallica.
Aria est aussi propriétaire des marques Fiesta, Pignose et Jose Antonio.